# Арменто
Арменто (італ. Armento) — муніципалітет в Італії, у регіоні Базиліката,  провінція Потенца.
Арменто розташоване на відстані близько 350 км на південний схід від Рима, 45 км на південний схід від Потенци.
Населення — 651 особа (2014).
Покровитель — Madonna della Stella.

## Демографія
Населення за роками:

Станом на 1 січня 2023 року в муніципалітеті офіційно проживало 29 іноземців з 8 країн, серед них 22 громадяни країн Євросоюзу та 3 громадяни України.

## Сусідні муніципалітети
- Корлето-Пертікара
- Галліккьо
- Гуардія-Пертікара
- Монтемурро
- Сан-Кірико-Рапаро
- Сан-Мартіно-д'Агрі